# سوبارو نیشیمورا
سوبارو نیشیمورا (ژاپنی: 西村 昴؛ زادهٔ ۱۳ ژوئن ۲۰۰۳) یک بازیکن فوتبال اهل ژاپن است.
از باشگاه‌هایی که در آن بازی کرده‌است می‌توان به باشگاه فوتبال سرزو اوساکا اشاره کرد.